# سی و نهمین دوره جشنواره فیلم فجر
سی و نهمین جشنواره فیلم فجر در بهمن ۱۳۹۹ در تهران برگزار شد.
در ۱۲ آذر ۱۳۹۹ با انتشار فراخوان کار سی و نهمین دوره فیلم فجر آغاز شد، همچنین ثبت نام از آثار متقاضی حضور در جشنواره از ۱۶ آذر تا ۱۵ دی ۱۳۹۹ بوده. با پایان مهلت ثبت نام فهرست ۱۱۰ فیلم متقاضی منتشر شد که این دوره برخلاف دوره‌های قبلی بدون هیئت انتخاب تمامی فیلم‌ها از ۲۰ دی داوری خواهند شد. محمدمهدی طباطبایی‌نژاد دبیر این دوره از جشنواره فجر است.
در این دوره از جشنواره همانند سی و هشتمین دوره جشنواره فیلم فجر، جایزه ویژه‌ای تحت عنوان تندیس قاسم سلیمانی به بهترین فیلم با موضوع دفاع مقدس اهدا خواهد شد.
هیئت داوران بخش سودای سیمرغ شامل محمد احسانی، ساره بیات، مرتضی پورصمدی، بهرام توکلی، نیما جاویدی، سید جمال ساداتیان و مصطفی کیایی است.

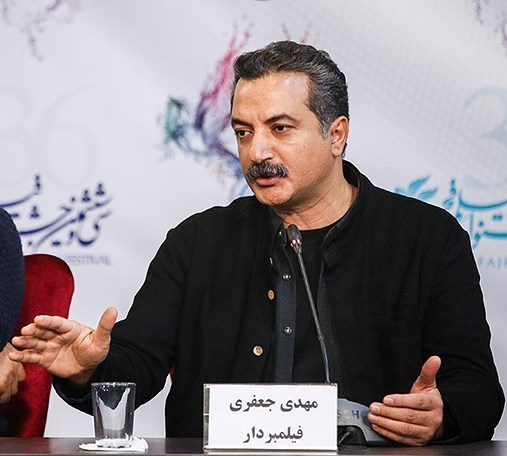
مهدی جعفری، برنده سیمرغ بهترین کارگردانی

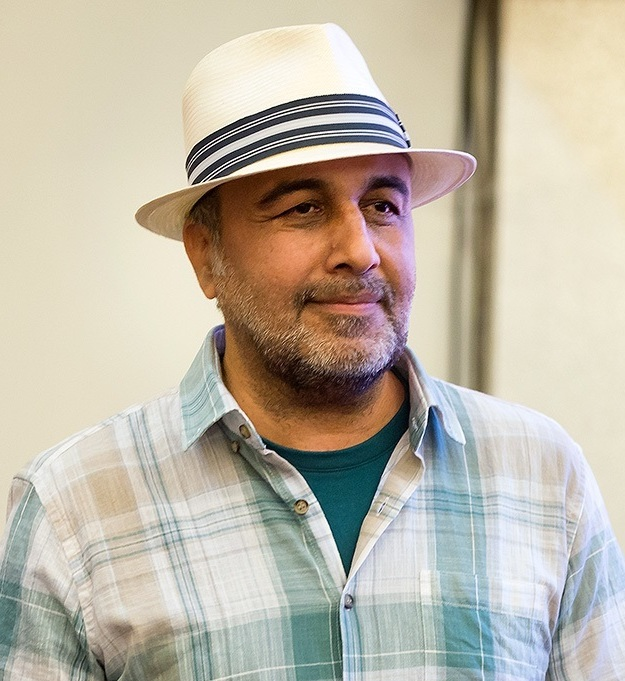
رضا عطاران، برنده سیمرغ بهترین بازیگر نقش اول مرد

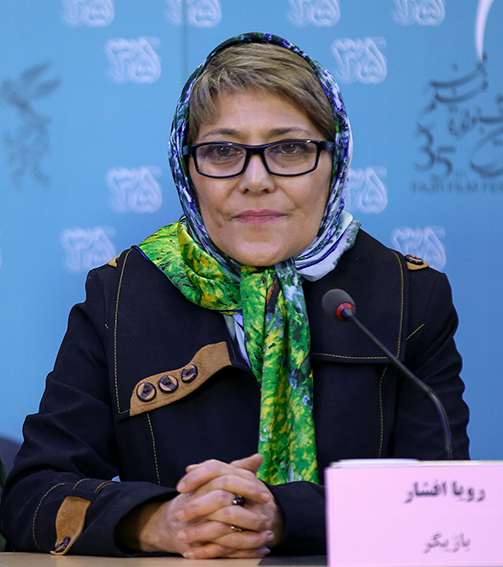
رؤیا افشار، برنده سیمرغ بهترین بازیگر نقش اول زن

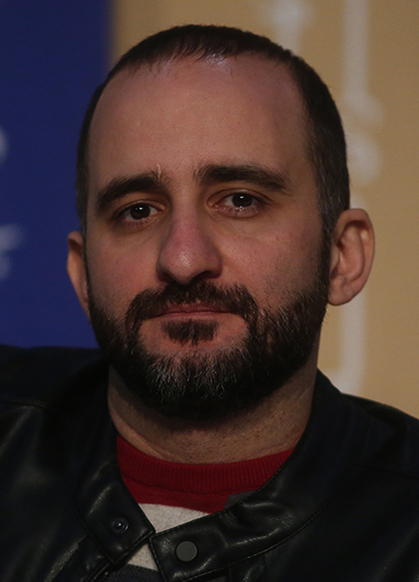
پوریا رحیمی‌سام،‌ برنده سیمرغ بهترین بازیگر نقش مکمل مرد

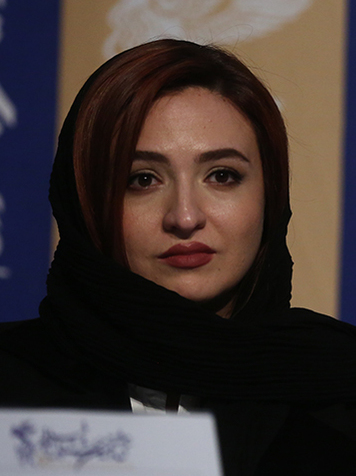
گلاره عباسی، برنده سیمرغ بهترین بازیگر نقش مکمل زن

## برندگان و نامزدها

### سیمرغ بلورین
در ۱۹ بهمن ۱۳۹۹ اسامی نامزدهای بخش سودای سیمرغ و در ۲۲ بهمن برنده‌های جایزه سیمرغ بلورین به شرح زیر اعلام شد:
| بهترین فیلم | بهترین کارگردانی |
| --- | --- |
| - یدو – محمدرضا مصباح - ابلق – محمدحسین قاسمی - بی‌همه چیز – جواد نوروزبیگی - زالاوا – روح‌الله برادری و سمیرا برادری                                                      | - مهدی جعفری – یدو - نرگس آبیار – ابلق - ارسلان امیری – زالاوا - محسن قرایی – بی‌همه چیز                                                                                   |
| بهترین بازیگر نقش اول مرد | بهترین بازیگر نقش اول زن |
| - رضا عطاران – روشن - پرویز پرستویی – بی‌همه چیز - نوید پورفرج – زالاوا - محسن تنابنده – روزی روزگاری آبادان - میلاد صویلاوی – یدو - امیر نوروزی – مامان                  | - رؤیا افشار – مامان - ستاره پسیانی – یدو (دیپلم افتخار) - الناز حبیبی – رمانتیسم عماد و طوبا - ملیسا ذاکری – ستاره بازی - الناز شاکردوست – ابلق - نازنین فراهانی – مصلحت |
| بهترین بازیگر نقش مکمل مرد | بهترین بازیگر نقش مکمل زن |
| - پوریا رحیمی‌سام – زالاوا - عرفان ابراهیمی – مامان - پژمان جمشیدی – شیشلیک - وحید رهبانی – مصلحت - پدرام شریفی – بی‌همه چیز                                               | - گلاره عباسی – ابلق - آزیتا حاجیان – خط فرضی - الهام شفیعی – روزی روزگاری آبادان - گیتی معینی – ابلق                                                                     |
| بهترین فیلمنامه | بهترین فیلمنامه اقتباسی |
| - ارسلان امیری، آیدا پناهنده و تهمینه بهرام – زالاوا - آرش انیسی – مامان - آیدا پناهنده و ارسلان امیری – تی تی                                                           | - محسن قرایی و محمد داوودی – بی‌همه چیز - حمیدرضا آذرنگ – روزی روزگاری آبادان - مهدی جعفری و مهین عباس‌زاده – یدو                                                           |
| بهترین فیلم‌برداری | بهترین تدوین |
| - مرتضی نجفی – روشن و یدو - محمد رسولی – زالاوا(دیپلم افتخار) - مسعود سلامی – روزی روزگاری آبادان - فرشاد محمدی – تی تی - مرتضی هدایی – بی‌همه چیز                        | - عماد خدابخش – بی‌همه چیز - عماد خدابخش – گیج‌گاه - سیاوش کردجان – مصلحت - میثم مولایی – یدو                                                                               |
| بهترین موسیقی متن | بهترین صدابرداری |
| - حامد ثابت – بی‌همه چیز - پیام آزادی – رمانتیسم عماد و طوبا - بامداد افشار – یدو - علیرضا افکاری – تی تی - فردین خلعتبری – مصلحت                                         | - رشید دانشمند – یدو - طاهر پیشوایی – ابلق - هادی ساعد محکم – شیشلیک - شهرام متولی‌باشی – تک‌تیرانداز - امین میرشکاری – بی‌همه چیز                                           |
| بهترین صداگذاری | بهترین چهره‌پردازی |
| - امیرحسین قاسمی – یدو - حسین ابوالصدق – تک‌تیرانداز - بهمن اردلان – روزی روزگاری آبادان - علیرضا علویان – بی‌همه چیز - امیرحسین قاسمی – زالاوا - امیرحسین قاسمی – خط فرضی | - ایمان امیدواری – ابلق - شهرام خلج – شیشلیک - رکسانا رضوی – ستاره بازی - عباس عباسی – یدو                                                                                |
| بهترین طراحی لباس | بهترین طراحی صحنه |
| - مارال جیرانی – بی‌همه چیز - بهزاد جعفری طادی و محمدحسین کرمی – شیشلیک - بهزاد جعفری طادی – مصلحت - محمدحسین کرمی – زالاوا                                               | - سهیل دانش اشراقی – روزی روزگاری آبادان - بهزاد جعفری طادی – مصلحت - محمدرضا شجاعی – ابلق - آیدین ظریف – یدو - امیرحسین قدسی – بی‌همه چیز                                 |
| بهترین جلوه‌های ویژه میدانی | بهترین جلوه‌های ویژه بصری |
| - ایمان کرمیان – تک‌تیرانداز - آرش آقابیک – روشن - ایمان کرمیان – یدو | - فرید ناظرفصیحی – ابلق - محمد برادران – منصور - جواد مطوری – بی‌همه چیز                                                                                                   |
| بهترین فیلم از نگاه ملی | جایزهٔ ویژهٔ هیئت داوران |
| - تک‌تیرانداز - ابراهیم اصغری | - بی‌همه چیز - جواد نوروزبیگی |
| بهترین فیلم از نگاه تماشاگران | |
| - ابلق - محمدحسین قاسمی - بی‌همه چیز – جواد نوروزبیگی - شیشلیک – محمدرضا منصوری - تک‌تیرانداز - ابراهیم اصغری - تی تی - ارسلان امیری                                       | |

### نگاه نو
| بهترین کارگردان اول |
| --- |
| - ارسلان امیری – زالاوا - حسین دارابی – مصلحت(دیپلم افتخار) - حمیدرضا آذرنگ – روزی روزگاری آبادان - آرش انیسی – مامان - عادل تبریزی – گیج‌گاه - سیاوش سرمدی – منصور |

### فیلم کوتاه
| بهترین فیلم کوتاه |
| --- |
| - وضعیت اورژانسی - مریم اسمی‌خانی - جلد (احسان معجونی) - شاهد (علی عسگری) - گوشت تلخ (فرید حاجی) - ماسک (نوا رضوانی) - ناهید (صمد علیزاده) |

### مستند
| سیمرغ بلورین بهترین مستند |
| --- |
| - کودتای ۵۳ - تقی امیرانی - یساتیس - علیرضا دهقان - خانه - افسانه سالاری - رویاهای خالکوبی شده - مهدی گنجی - هجده هزارپا - مهدی شاهمحمدی |

### مسابقهٔ تبلیغات[۷]
| بهترین عکس | بهترین پوستر                                                                                                 |
| --- | --- |
| - سحاب زری‌باف – خورشید - جلال حمیدی – گیلدا - علی نیک‌رفتار – ناگهان درخت                                                                                       | - وحید عبدالحسینی – هفت و نیم - محمد تقی‌پور – آبادان یازده ۶۰ - محمد موحدنیا – هفت و نیم - محمد شکیبا – خروج |
| بهترین تیزر یا آنونس تبلیغاتی | |
| - حمید نجفی‌راد – شنای پروانه - مسعود رفیع‌زاده – آبی به رنگ آسمان - حامد بتولی – بی‌حسی موضعی - مسعود رفیع‌زاده – خوب، بد، جلف ۲: ارتش سری - مسعود رفیع‌زاده – طلا | |

### بزرگداشت ها
- زنده یاد چنگیز جلیلوند ، دوبلور
- زنده یاد پرویز پورحسینی ، بازیگر

## فیلم‌های با چند نامزدی و جایزه
تعداد نامزدی ها و جوایز کسب شده توسط فیلم های جشنواره به شرح زیر میباشد: 
| نامزدی | جوایز | فیلم                 | بخش کاندید شده                              | نتیجه    |
| ------ | ----- | -------------------- | ------------------------------------------- | -------- |
| ۱۴     | ۵     | بی‌همه چیز            | بهترین فیلمنامه اقتباسی                     | برنده    |
| ۱۴     | ۵     | بی‌همه چیز            | بهترین تدوین                                | برنده    |
| ۱۴     | ۵     | بی‌همه چیز            | بهترین موسیقی متن                           | برنده    |
| ۱۴     | ۵     | بی‌همه چیز            | جایزهٔ ویژهٔ هیئت داوران                      | برنده    |
| ۱۴     | ۵     | بی‌همه چیز            | بهترین طراحی صحنه                           | برنده    |
| ۱۴     | ۵     | بی‌همه چیز            | بهترین فیلم                                 | نامزدشده |
| ۱۴     | ۵     | بی‌همه چیز            | بهترین کارگردانی                            | نامزدشده |
| ۱۴     | ۵     | بی‌همه چیز            | بهترین بازیگر نقش اول مرد (پرویز پرستویی)   | نامزدشده |
| ۱۴     | ۵     | بی‌همه چیز            | بهترین بازیگر نقش مکمل مرد (پدرام شریفی)    | نامزدشده |
| ۱۴     | ۵     | بی‌همه چیز            | بهترین فیلم‌برداری                           | نامزدشده |
| ۱۴     | ۵     | بی‌همه چیز            | بهترین صدابرداری                            | نامزدشده |
| ۱۴     | ۵     | بی‌همه چیز            | بهترین صداگذاری                             | نامزدشده |
| ۱۴     | ۵     | بی‌همه چیز            | بهترین جلوه‌های ویژه بصری                    | نامزدشده |
| ۱۴     | ۵     | بی‌همه چیز            | بهترین فیلم از نگاه تماشاگران               | نامزدشده |
| ۱۳     | ۵     | یدو                  | بهترین فیلم                                 | برنده    |
| ۱۳     | ۵     | یدو                  | بهترین کارگردانی                            | برنده    |
| ۱۳     | ۵     | یدو                  | بهترین فیلم‌برداری                           | برنده    |
| ۱۳     | ۵     | یدو                  | بهترین صدابرداری                            | برنده    |
| ۱۳     | ۵     | یدو                  | بهترین صداگذاری                             | برنده    |
| ۱۳     | ۵     | یدو                  | بهترین تدوین                                | نامزدشده |
| ۱۳     | ۵     | یدو                  | بهترین موسیقی متن                           | نامزدشده |
| ۱۳     | ۵     | یدو                  | بهترین بازیگر نقش اول مرد (میلاد صویلاوی)   | نامزدشده |
| ۱۳     | ۵     | یدو                  | بهترین بازیگر نقش اول زن (ستاره پسیانی)     | نامزدشده |
| ۱۳     | ۵     | یدو                  | بهترین فیلمنامه اقتباسی                     | نامزدشده |
| ۱۳     | ۵     | یدو                  | بهترین چهره‌پردازی                           | نامزدشده |
| ۱۳     | ۵     | یدو                  | بهترین طراحی صحنه                           | نامزدشده |
| ۱۳     | ۵     | یدو                  | بهترین جلوه‌های ویژه میدانی                  | نامزدشده |
| ۱۰     | ۴     | ابلق                 | بهترین بازیگر نقش مکمل زن (گلاره عباسی)     | برنده    |
| ۱۰     | ۴     | ابلق                 | بهترین چهره‌پردازی                           | برنده    |
| ۱۰     | ۴     | ابلق                 | بهترین جلوه‌های ویژه بصری                    | برنده    |
| ۱۰     | ۴     | ابلق                 | بهترین فیلم از نگاه تماشاگران               | برنده    |
| ۱۰     | ۴     | ابلق                 | بهترین فیلم                                 | نامزدشده |
| ۱۰     | ۴     | ابلق                 | بهترین کارگردانی                            | نامزدشده |
| ۱۰     | ۴     | ابلق                 | بهترین بازیگر نقش اول زن (الناز شاکردوست)   | نامزدشده |
| ۱۰     | ۴     | ابلق                 | بهترین بازیگر نقش مکمل زن (گیتی معینی)      | نامزدشده |
| ۱۰     | ۴     | ابلق                 | بهترین صدابرداری                            | نامزدشده |
| ۱۰     | ۴     | ابلق                 | بهترین طراحی صحنه                           | نامزدشده |
| ۹      | ۳     | زالاوا               | بهترین بازیگر نقش مکمل مرد (پوریا رحیمی‌سام) | برنده    |
| ۹      | ۳     | زالاوا               | بهترین فیلمنامه                             | برنده    |
| ۹      | ۳     | زالاوا               | بهترین کارگردان اول                         | برنده    |
| ۹      | ۳     | زالاوا               | بهترین فیلم                                 | نامزدشده |
| ۹      | ۳     | زالاوا               | بهترین کارگردانی                            | نامزدشده |
| ۹      | ۳     | زالاوا               | بهترین بازیگر نقش اول مرد (نوید پورفرج)     | نامزدشده |
| ۹      | ۳     | زالاوا               | بهترین فیلم‌برداری                           | نامزدشده |
| ۹      | ۳     | زالاوا               | بهترین صداگذاری                             | نامزدشده |
| ۹      | ۳     | زالاوا               | بهترین طراحی لباس                           | نامزدشده |
| ۷      | ۱     | روزی روزگاری آبادان  | بهترین طراحی صحنه                           | برنده    |
| ۷      | ۱     | روزی روزگاری آبادان  | بهترین بازیگر نقش اول مرد (محسن تنابنده)    | نامزدشده |
| ۷      | ۱     | روزی روزگاری آبادان  | بهترین بازیگر نقش مکمل زن (الهام شفیعی)     | نامزدشده |
| ۷      | ۱     | روزی روزگاری آبادان  | بهترین فیلمنامه اقتباسی                     | نامزدشده |
| ۷      | ۱     | روزی روزگاری آبادان  | بهترین فیلم‌برداری                           | نامزدشده |
| ۷      | ۱     | روزی روزگاری آبادان  | بهترین صداگذاری                             | نامزدشده |
| ۷      | ۱     | روزی روزگاری آبادان  | بهترین کارگردان اول                         | نامزدشده |
| ۵      | ۲     | تک‌تیرانداز           | بهترین فیلم از نگاه ملی                     | برنده    |
| ۵      | ۲     | تک‌تیرانداز           | بهترین جلوه‌های ویژه میدانی                  | برنده    |
| ۵      | ۲     | تک‌تیرانداز           | بهترین صدابرداری                            | نامزدشده |
| ۵      | ۲     | تک‌تیرانداز           | بهترین صداگذاری                             | نامزدشده |
| ۵      | ۲     | تک‌تیرانداز           | بهترین فیلم از نگاه تماشاگران               | نامزدشده |
| ۵      | ۱     | مامان                | بهترین بازیگر نقش اول زن (رؤیا افشار)       | برنده    |
| ۵      | ۱     | مامان                | بهترین بازیگر نقش اول مرد (امیر نوروزی)     | نامزدشده |
| ۵      | ۱     | مامان                | بهترین بازیگر نقش مکمل مرد (عرفان ابراهیمی) | نامزدشده |
| ۵      | ۱     | مامان                | بهترین فیلمنامه                             | نامزدشده |
| ۵      | ۱     | مامان                | بهترین کارگردان اول                         | نامزدشده |
| ۵      | ۰     | شیشلیک               | بهترین بازیگر نقش مکمل مرد (پژمان جمشیدی)   | نامزدشده |
| ۵      | ۰     | شیشلیک               | بهترین صدابرداری                            | نامزدشده |
| ۵      | ۰     | شیشلیک               | بهترین چهره‌پردازی                           | نامزدشده |
| ۵      | ۰     | شیشلیک               | بهترین طراحی لباس                           | نامزدشده |
| ۵      | ۰     | شیشلیک               | بهترین فیلم از نگاه تماشاگران               | نامزدشده |
| ۴      | ۰     | تی تی                | بهترین فیلمنامه                             | نامزدشده |
| ۴      | ۰     | تی تی                | بهترین فیلم‌برداری                           | نامزدشده |
| ۴      | ۰     | تی تی                | بهترین موسیقی متن                           | نامزدشده |
| ۴      | ۰     | تی تی                | بهترین فیلم از نگاه تماشاگران               | نامزدشده |
| ۳      | ۲     | روشن                 | بهترین بازیگر نقش اول مرد (رضا عطاران)      | برنده    |
| ۳      | ۲     | روشن                 | بهترین فیلم‌برداری                           | برنده    |
| ۳      | ۲     | روشن                 | بهترین جلوه‌های ویژه میدانی                  | نامزدشده |
| ۳      | ۰     | مصلحت                | بهترین بازیگر نقش اول زن (نازنین فراهانی)   | نامزدشده |
| ۳      | ۰     | مصلحت                | بهترین بازیگر نقش مکمل مرد (وحید رهبانی)    | نامزدشده |
| ۳      | ۰     | مصلحت                | بهترین کارگردان اول                         | نامزدشده |
| ۲      | ۰     | رمانتیسم عماد و طوبا | بهترین بازیگر نقش اول زن (الناز حبیبی)      | نامزدشده |
| ۲      | ۰     | رمانتیسم عماد و طوبا | بهترین موسیقی متن                           | نامزدشده |
| ۲      | ۰     | خط فرضی              | بهترین بازیگر نقش مکمل زن (آزیتا حاجیان)    | نامزدشده |
| ۲      | ۰     | خط فرضی              | بهترین صداگذاری                             | نامزدشده |
| ۲      | ۰     | منصور                | بهترین جلوه‌های ویژه بصری                    | نامزدشده |
| ۲      | ۰     | منصور                | بهترین کارگردان اول                         | نامزدشده |
| ۲      | ۰     | ستاره بازی           | بهترین بازیگر نقش اول زن (ملیسا ذاکری)      | نامزدشده |
| ۲      | ۰     | ستاره بازی           | بهترین چهره‌پردازی                           | نامزدشده |
| ۲      | ۰     | گیج‌گاه               | بهترین تدوین                                | نامزدشده |
| ۲      | ۰     | گیج‌گاه               | بهترین کارگردان اول                         | نامزدشده |

## فیلم‌ها

### سودای سیمرغ
در این دوره از جشنواره فیلم فجر ۱۱۰ فیلم متقاضی حضور در بخش سودای سیمرغ بوده که پس از بررسی و ارزیابی ۶۲ فیلم حائز شرایط شناخته شدند که اسامی آنها بدین شرح است:
- آفتاب نیمه‌شب (شهریار بحرانی)
- آهنگ دو نفره (آرزو ارزانش)
- آهو (هوشنگ گلمکانی)
- ابلق (نرگس آبیار)
- اتومبیل (علی میری رامشه)
- بابا سیبیلو (ادوین جاچیکیان)
- بام بالا (سید جمال سیدحاتمی)
- بچه گرگ‌های دره سیب (فریدون نجفی)
- بچه‌های طوفان (صادق صادق‌دقیقی)
- بی‌همه‌چیز (محسن قرایی)
- برای مرجان (حمید زرگرنژاد)
- بعد از اتفاق (پوریا حیدری اوره)
- بی‌آبان (مهرداد کوروش‌نیا)
- پسر دلفینی (محمد خیراندیش) (انیمیشن)
- تارا (کاوه قهرمان)
- تروا (محمد علیزاده فرد)
- تک‌تیرانداز (علی غفاری)
- تی تی (آیدا پناهنده)
- چپ راست (حامد محمدی)
- حرف آخر (ابراهیم شفیعی)
- حکم تجدیدنظر (محمدامین کریم‌پور)
- خانه ماهرخ (شهرام ابراهیمی)
- خط فرضی (فرنوش صمدی)
- خورشید آن ماه (ستاره اسکندری)
- راند چهارم (علیرضا امینی)
- رمانتیسم عماد و طوبا (کاوه صباغ‌زاده)
- روز ششم (حجت قاسم‌زاده اصل)
- روزی روزگاری آبادان (حمیدرضا آذرنگ)
- روشن (روح‌الله حجازی)
- زالاوا (ارسلان امیری)
- زد و بند (داوود نوروزی)
- سایه زندگی (حمید خیرالدین)
- ستاره بازی (هاتف علیمردانی)
- سلفی با رستم (حسین قناعت)
- سه روز و سه قتل (مسعود امینی تیرانی)
- سیاه باز (حمید همتی)
- شاه‌ماهی (نادر مقدس)
- شهربانو (مریم بحرالعلومی)
- شیرجه بزرگ (کریم لک‌زاده)
- شیشلیک (محمدحسین مهدویان)
- صحنه‌زنی (علیرضا صمدی)
- طبقه یک و نیم (نوید اسماعیلی)
- طلاخون (ابراهیم شیبانی)
- عروس خیابان فرشته (مهدی خسروی)
- غیبت موجه (عباس رافعی)
- قاتل و وحشی (حمید نعمت‌الله)
- کارو (احمد مرادپور)
- گل به خودی (احمد تجری)
- گیج‌گاه (عادل تبریزی)
- لاک‌پشت و حلزون (رضا حماسی)
- لب خط (علی جبارزاده)
- لیپار (حسین ریگی)
- مامان (آرش انیسی)
- مصلحت (حسین دارابی)
- منصور (سیاوش سرمدی)
- مهران (رقیه توکلی)
- نارگیل (سید داوود اطیابی)
- نیلگون (حسین سهیلی‌زاده)
- هرماس (مهدی صاحبی)
- ورود و خروج ممنوع (امید آقایی)
- یدو (مهدی جعفری)
- یقه سفیدها (شهرام مسلخی)

در ۱۷ بهمن ۱۳۹۹ هیئت داوران فهرست ۱۶ فیلم نهایی بخش سودای سیمرغ را به شرح زیر اعلام کردند:
- ابلق (نرگس آبیار)
- بی‌همه چیز (محسن قرایی)
- تک‌تیرانداز (علی غفاری)
- تی تی (آیدا پناهنده)
- خط فرضی (فرنوش صمدی)
- رمانتیسم عماد و طوبا (کاوه صباغ‌زاده)
- روزی روزگاری آبادان (حمیدرضا آذرنگ)
- روشن (روح‌الله حجازی)
- زالاوا (ارسلان امیری)
- ستاره بازی (هاتف علیمردانی)
- شیشلیک (محمدحسین مهدویان)
- گیج‌گاه (عادل تبریزی)
- مامان (آرش انیسی)
- مصلحت (حسین دارابی)
- منصور (سیاوش سرمدی)
- یدو (مهدی جعفری)

### مستند
فیلم‌های زیر برای بخش مستند ثبت‌نام و پذیرفته شده‌اند:
- آنجا سپیده‌دم (محسن جهانی و هاشم مسعودی)
- آینه‌دار (پویان کاظمی)
- انیمیشن ایرانی (مهرداد شیخان)
- ایاقچی (محمّدحسن دامن‌زن)
- ایساتیس (علیرضا دهقان)
- برادرم نادعلی (علی تک روستا)
- جاهای خالی پر شود (عطیه زارع آرندی)
- جزیره ماهی (رضا اعظمیان)
- چشم ایرانی (ساسان فلاح‌فر)
- خانه (افسانه سالاری)
- داغ قره‌باغ (سینا حسین‌پور اصل)
- در لباس سربازی (مهدی نقویان)
- دستمال سرخ‌ها (حنظله تاج‌الدینی)
- رویاهای خالکوبی شده (مهدی گنجی)
- ساکنین طبقه بالای لاله‌زار (فریبا رییسی)
- قمار (سید محمدمهدی دزفولی)
- کمیته (عبدالحسین بدرلو)
- گزارش رمادی (علی‌محمد ذوالفقاری)
- محسن ژاپنی (وحید فرجی)
- مرگ پشت دیوارهای سبز (مهدی زمان‌پور کیاسری)
- ناخدا دریایی (مازیار مشتاق گوهری)
- هجده هزارپا (مهدی شاهمحمدی)
- بیست و دو، بیست و دو (فرود عوض‌پور)
- پسقله (مجید شیدا)
- تنگنای (جواد یقموری و مهدی امینی)
- دیوانگی (صدرا علبیک)
- روزگار بلور (امیر فرض‌الهی)
- زیر این چتر باران می‌بارد (کتایون جهانگیری)
- سینما رکس (میترا مهتریان و صادق دهقان)
- فراموشخانه (سهند سرحدی و سید فرهاد قدسی)
- کودتای ۵۳ (تقی امیرانی)

در ۱۷ بهمن ۱۳۹۹ هیئت داوران شامل سعید پوراسماعیلی، امیر توده روستا، محمدعلی فارسی، محمد کارت و سام کلانتری اسامی ۵ فیلم مستند بلند (بالای ۷۰ دقیقه) را به شرح زیر اعلام کردند:
- ایساتیس (علیرضا دهقان)
- خانه (افسانه سالاری)
- رویاهای خالکوبی شده (مهدی گنجی)
- کودتای ۵۳ (تقی امیرانی)
- هجده هزارپا (مهدی شاهمحمدی)

### کوتاه
- جلد (احسان معجونی)
- ایدین(میرعباس خسروی)
- شاهد (علی عسگری)
- گوشت تلخ (فرید حاجی)
- سنگبال(آمین صحرایی)[۱۱]
- ماسک (نوا رضوانی)
- ناهید (صمد علیزاده)
- وضعیت اورژانسی (مریم اسمی‌خانی)
- مرگ تدریجی(آمین صحرایی)[۱۲]
- مردگی(مرتضی فرهادنیا)[۱۳]